# Puchar Węgier w piłce siatkowej mężczyzn (2021/2022)
Puchar Węgier w piłce siatkowej mężczyzn 2021/2022 (oficjalnie: MVM Röplabda Magyar Kupa férfi 2021/2022) – 68. sezon rozgrywek o siatkarski Puchar Węgier zorganizowany przez Węgierki Związek Piłki Siatkowej (Magyar Röplabda Szövetség, MRSZ). Zainaugurowany został 14 października 2021 roku.
W rozgrywkach o Puchar Węgier udział wzięło 17 drużyn z Nemzeti Bajnokság I oraz II. Składały się one z I rundy, 1/8 finału, ćwierćfinałów, półfinałów, meczu o 3. miejsce oraz finału. We wszystkich fazach rywalizacja toczyła się systemem pucharowym.
Finał oraz mecz o 3. miejsce odbyły się 13 marca 2022 roku w hali Érd Aréna w Érd.
Po raz trzeci Puchar Węgier zdobył klub Épkar Pénzügyőr SE, który w finale pokonał GreenPlan-Vegyész RC Kazincbarcika. Trzecie miejsce zajął Fino Kaposvár SE.
Sponsorem tytularnym rozgrywek było przedsiębiorstwo MVM Zrt.

## System rozgrywek
Rozgrywki o Puchar Węgier składają się z I rundy, 1/8 finału, ćwierćfinałów, półfinałów, meczu o 3. miejsce oraz finału.
Półfinaliści Pucharu Węgier 2020/2021 zostają rozstawieni z numerami 1-4 i mogą na siebie trafić dopiero w półfinale. Pozostałe drużyny zostają rozlosowane z uwzględnieniem fazy, w której odpadły w Pucharze Węgier w poprzednim sezonie.
We wszystkich fazach rywalizacja toczy się systemem pucharowym. W I rundzie, 1/8 finału, ćwierćfinałach oraz półfinałach drużyny w ramach pary rozgrywają jeden mecz, jeżeli są z różnych klas rozgrywkowych (wówczas gospodarzem jest drużyna z niższej klasy rozgrywkowej), bądź dwumecz, jeżeli grają w tej samej klasie rozgrywkowej. W dwumeczu o awansie decyduje liczba zdobytych punktów. Za zwycięstwo 3:0 lub 3:1 drużyna otrzymuje 3 punkty, za zwycięstwo 3:2 – 2 punkty, za porażkę 2:3 – 1 punkt, natomiast za porażkę 1:3 lub 0:3 – 0 punktów. Jeżeli po rozegraniu dwumeczu oba zespoły mają taką samą liczbę punktów, o awansie decyduje tzw. złoty set grany do 15 punktów z dwoma punktami przewagi jednej z drużyn.
Zwycięzcy półfinałów rozgrywają ze sobą jeden mecz finałowy o Puchar Węgier, natomiast przegrani – mecz o 3. miejsce.

## Drużyny uczestniczące
| Nemzeti Bajnokság I (15 drużyn)    | Nemzeti Bajnokság I (15 drużyn) |
| ---------------------------------- | ------------------------------- |
| Dág KSE                            | 1/8 finału                      |
| DEAC                               | 1/8 finału                      |
| DKSE                               | I runda                         |
| Épkar Pénzügyőr SE                 | 1. miejsce                      |
| Fino Kaposvár SE                   | 3. miejsce                      |
| GLP Nyíregyháza                    | 1/8 finału                      |
| GreenPlan-Vegyész RC Kazincbarcika | 2. miejsce                      |
| Kecskeméti RC                      | 4. miejsce                      |
| Kistext SE                         | ćwierćfinał                     |
| MAFC-BME                           | ćwierćfinał                     |
| MÁV Előre SC-Foxconn               | ćwierćfinał                     |
| MEAFC-Miskolc                      | 1/8 finału                      |
| Rákosmente Party•CO                | ćwierćfinał                     |
| Szolnoki RK                        | 1/8 finału                      |
| Vidux-Szegedi RSE                  | 1/8 finału                      |
| Nemzeti Bajnokság II (2 drużyny)   |                                 |
| Széchenyi Győr                     | 1/8 finału                      |
| TFSE                               | 1/8 finału                      |

Uwagi:
- Pénzügyőr SE pod nazwą Épkar Pénzügyőr SE występował wyłącznie w meczu finałowym.
- Klub Rákosmente Party•CO do 7 grudnia 2021 roku występował pod nazwą Gamma Rákosmente.

## Rozgrywki

### I runda
|  | DKSE | 0 – 6 | Dág KSE |  |

| 14.10.2021 19:30 (UTC+2) | DKSE | 0:3 (25:27, 20:25, 19:25) | Dág KSE | Dunaújváros Sportcsarnok, Dunaújváros Widzów: 0 Sędziowie: Ágnes Bátkai-Katona i János Szarka |

| 28.10.2021 20:00 (UTC+2) | Dág KSE | 3:0 (25:22, 25:20, 25:19) | DKSE | Oszuska Miklós Sportcsarnok, Dág Widzów: 63 Sędziowie: János Szarka i Ádám Takács |

### 1/8 finału
|  | Fino Kaposvár SE | 6 – 0 | MEAFC-Miskolc |  |

| 04.11.2021 20:00 (UTC+1) | MEAFC-Miskolc | 0:3 (10:25, 17:25, 15:25) | Fino Kaposvár SE | Miskolci Egyetem Körcsarnok, Miszkolc Widzów: 50 Sędziowie: Géza Gyulai i Béla Hóbor |

| 17.11.2021 18:00 (UTC+1) | Fino Kaposvár SE | 3:0 (25:21, 25:18, 25:12) | MEAFC-Miskolc | Kaposvár Aréna, Kaposvár Widzów: 100 Sędziowie: Krisztina Árpás i Zoltán Mezei |

|  | MÁV Előre SC-Foxconn | 6 – 0 | Szolnoki RK |  |

| 03.11.2021 20:00 (UTC+1) | Szolnoki RK | 0:3 (18:25, 13:25, 22:25) | MÁV Előre SC-Foxconn | Városi Sportcsarnok, Szolnok Widzów: 71 Sędziowie: Ágnes Bátkai-Katona i Zoltán Mezei |

| 05.12.2021 17:00 (UTC+1) | MÁV Előre SC-Foxconn | 3:0 (25:18, 25:19, 25:16) | Szolnoki RK | Jáky József Szakgimnáziuma, Székesfehérvár Widzów: 27 Sędziowie: Zsolt Mezőffy i László Farkas |

|  | GreenPlan-Vegyész RC Kazincbarcika | 6 – 0 | GLP Nyíregyháza |  |

| 03.11.2021 19:00 (UTC+1) | GLP Nyíregyháza | 0:3 (15:25, 11:25, 15:25) | GreenPlan-Vegyész RC Kazincbarcika | Szegedi Károly Sport-és Szabadidőközpont, Újfehértó Widzów: 35 Sędziowie: András Varga i Bence Ladányi |

| 06.12.2021 18:00 (UTC+1) | GreenPlan-Vegyész RC Kazincbarcika | 3:0 (25:8, 25:15, 25:13) | GLP Nyíregyháza | Don Bosco Sportközpont, Kazincbarcika Widzów: 150 Sędziowie: Ferenc Bibók i János Szarka |

|  |  |  |  |  |

| 03.11.2021 20:00 (UTC+1) | Széchenyi Győr | 0:3 (0:25, 0:25, 0:25) | MAFC-BME | Egyetemi Edzőcsarnok, Győr Widzów: — Sędziowie: Péter Sántosi i Ádám Takács |

|  | Pénzügyőr SE | 6 – 0 | Dág KSE |  |

| 04.11.2021 19:30 (UTC+1) | Dág KSE | 1:3 (21:25, 12:25, 25:17, 18:25) | Pénzügyőr SE | Oszuska Miklós Sportcsarnok, Dág Widzów: 60 Sędziowie: Enikő Halász i Tibor Villás |

| 05.12.2021 18:00 (UTC+1) | Pénzügyőr SE | 3:1 (25:21, 20:25, 25:15, 25:12) | Dág KSE | Pénzügyőr Sportcsarnok, Budapeszt Widzów: 53 Sędziowie: Krisztina Árpás i Béla Hóbor |

|  | DEAC | 3 – 3 | Gamma Rákosmente |  |

| 03.11.2021 19:00 (UTC+1) | Gamma Rákosmente | 3:0 (25:0, 25:0, 25:0) | DEAC | Kistext Aréna, Budapeszt Widzów: — Sędziowie: Zsombor Nagy i Ferenc Bibók |

| 05.12.2021 13:30 (UTC+1) | DEAC | 3:0 (25:17, 25:18, 25:23) | Gamma Rákosmente | DESOK Sportcsarnok, Debreczyn Widzów: 50 Sędziowie: József Csizmarik i László Bodrogi |

|  | DEAC | złoty set: 15:17 | Gamma Rákosmente |  |

|  | Kecskeméti RC | 6 – 0 | Vidux-Szegedi RSE |  |

| 04.11.2021 19:00 (UTC+1) | Vidux-Szegedi RSE | 1:3 (18:25, 14:25, 25:23, 22:25) | Kecskeméti RC | József Attila Általános Iskola, Segedyn Widzów: 150 Sędziowie: János Szarka i Ferenc Dunszt |

| 05.12.2021 18:30 (UTC+1) | Kecskeméti RC | 3:0 (25:17, 25:13, 25:22) | Vidux-Szegedi RSE | Messzi István Sportcsarnok, Kecskemét Widzów: 82 Sędziowie: Barbara Sík i Ádám Takács |

|  |  |  |  |  |

| 03.12.2021 19:30 (UTC+1) | TFSE | 0:3 (11:25, 9:25, 15:25) | Kistext SE | Testnevelési Egyetem „D” terem, Budapeszt Widzów: 30 Sędziowie: Tibor Villás i József Csizmarik |

### Ćwierćfinały
|  | Fino Kaposvár SE | 6 – 0 | MÁV Előre SC-Foxconn |  |

| 12.12.2021 17:00 (UTC+1) | MÁV Előre SC-Foxconn | 0:3 (20:25, 21:25, 19:25) | Fino Kaposvár SE | Videoton Oktatási Központ, Székesfehérvár Widzów: 206 Sędziowie: Péter Szabó i László Adler |

| 04.01.2022 17:00 (UTC+1) | Fino Kaposvár SE | 3:0 (25:21, 25:17, 25:18) | MÁV Előre SC-Foxconn | Kaposvár Aréna, Kaposvár Widzów: 738 Sędziowie: Enikő Halász i János Szarka |

|  | GreenPlan-Vegyész RC Kazincbarcika | 6 – 0 | MAFC-BME |  |

| 12.12.2021 19:00 (UTC+1) | MAFC-BME | 1:3 (25:21, 20:25, 22:25, 8:25) | GreenPlan-Vegyész RC Kazincbarcika | Folyondár Sportközpont, Budapeszt Widzów: 45 Sędziowie: Gyula Tillmann i Ágnes Bátkai-Katona |

| 16.12.2021 17:00 (UTC+1) | GreenPlan-Vegyész RC Kazincbarcika | 3:0 (25:18, 25:18, 25:19) | MAFC-BME | Don Bosco Sportközpont, Kazincbarcika Widzów: 250 Sędziowie: Tamás Jámbor i László Adler |

|  | Pénzügyőr SE | 6 – 0 | Rákosmente Party•CO |  |

| 11.12.2021 20:00 (UTC+1) | Rákosmente Party•CO | 0:3 (14:25, 24:26, 14:25) | Pénzügyőr SE | Szent Margit Gimnázium, Budapeszt Widzów: 0 Sędziowie: Mónika Ujházi i Zsolt Mezőffy |

| 15.12.2021 20:00 (UTC+1) | Pénzügyőr SE | 3:0 (25:11, 25:16, 30:28) | Rákosmente Party•CO | Pénzügyőr Sportcsarnok, Budapeszt Widzów: 30 Sędziowie: Ágnes Bátkai-Katona i Barabás Barnabás |

|  | Kecskeméti RC | 6 – 0 | Kistext SE |  |

| 11.12.2021 14:30 (UTC+1) | Kistext SE | 0:3 (18:25, 16:25, 30:32) | Kecskeméti RC | UTE röplabda csarnok, Budapeszt Widzów: 0 Sędziowie: Zsolt Mezőffy i János Szarka |

| 15.12.2021 18:00 (UTC+1) | Kecskeméti RC | 3:1 (24:26, 25:23, 26:24, 25:22) | Kistext SE | Messzi István Sportcsarnok, Kecskemét Widzów: 315 Sędziowie: Miklós Horváth i Gyula Tillmann |

### Półfinały
|  | Fino Kaposvár SE | 3 – 3 | GreenPlan-Vegyész RC Kazincbarcika |  |

| 13.01.2022 19:00 (UTC+1) | GreenPlan-Vegyész RC Kazincbarcika | 0:3 (20:25, 22:25, 22:25) | Fino Kaposvár SE | Don Bosco Sportközpont, Kazincbarcika Widzów: 250 Sędziowie: László Adler i Tibor Halász |

| 20.01.2022 18:00 (UTC+1) | Fino Kaposvár SE | 1:3 (18:25, 25:20, 27:29, 19:25) | GreenPlan-Vegyész RC Kazincbarcika | Kaposvár Aréna, Kaposvár Widzów: 200 Sędziowie: Ágnes Bátkai-Katona i Gyula Tillmann |

|  | Fino Kaposvár SE | złoty set: 9:15 | GreenPlan-Vegyész RC Kazincbarcika |  |

|  | Pénzügyőr SE | 6 – 0 | Kecskeméti RC |  |

| 15.01.2022 18:00 (UTC+1) | Kecskeméti RC | 0:3 (24:26, 24:26, 24:26) | Pénzügyőr SE | Messzi István Sportcsarnok, Kecskemét Widzów: 200 Sędziowie: Péter Szabó i Enikő Halász |

| 11.02.2022 20:00 (UTC+1) | Pénzügyőr SE | 3:0 (25:23, 25:20, 25:19) | Kecskeméti RC | Pénzügyőr Sportcsarnok, Budapeszt Widzów: 113 Sędziowie: Tamás Jámbor i Mónika Ujházi |

### Mecz o 3. miejsce
| 13.03.2022 15:30 (UTC+1) | Fino Kaposvár SE | 3:1 (25:23, 18:25, 25:19, 25:23) | Kecskeméti RC | Érd Aréna, Érd Widzów: 1300 Sędziowie: Tibor Halász i Ágnes Bátkai-Katona |

### Finał
| 13.03.2022 18:30 (UTC+1) | GreenPlan-Vegyész RC Kazincbarcika | 0:3 (17:25, 13:25, 26:28) | Épkar Pénzügyőr SE | Érd Aréna, Érd Widzów: 1700 Sędziowie: Zsolt Mezőffy i Tamás Jámbor |